# Де Ройтер (лек крайцер, 1935)
Де Ройтер (на нидерландски: HNLMS De Ruyter) е лек крайцер на Кралския флот на Нидерландия от времето на Втората световна война. Потопен в сражението в Яванско море. Заложен е на 14 септември 1933 г., спуснат на вода на 11 май 1935 г., влиза в строй на 3 октомври 1936 г.

## История на създаването и конструкция
„Де Ройтер“ е разработен по време на Великата депресия, която, освен период на икономическа депресия, е и период, когато пацифизма е широко разпространен в Нидерландия. По тези причини конструкцията официално се нарича flottieljeleider (лидер на флотилия), а не крайцер, и са приложени всички усилия, за да се намалят разходите.
Неговата функция се състои в това да помогне на двата съществащи крайцера от типа Java в отбраната на нидерландска Остиндия; идеята се заключава в това, че при три налични крайцера винаги ще са достъпни два, даже ако един от крайцерите е в ремонт.
Обаче поради политиката за намаляване на разходите, която влиза в неговия дизайн, De Ruyter не се справя съвсем с тази своя задача. Неговата главна батарея (7 × 150 мм оръдия) е недостатъчно мощна по сравнение с другите леки крайцери от онова време (например, британските крайцери от типа Leander), а също има недостатъчна броня и няма зенитни оръдия с далечен обсег. Обаче системата му за управление на огъня е превъзходна. Корабът носи един поплавков хидросамолет-разузнавач модел Fokker C.XI.

## История на службата
По време на Втората световна война „Де Ройтер“ нееднократно участва в боевете в Холандска Остиндия в безплодни опити да отрази японското нахлуване. Той е повреден във въздушна атака по време на битката в Макасарския пролив от 4 февруари 1942 г., но не сериозно. Сражава се в боя в Бадунгския пролив на 18 февруари.
В сражението в Яванско море, на 27 февруари, De Ruyter е флагман на холандския контраадмирал Карел Дорман и неговия флагкапитан Ежен Лакомбле, който по-рано служи на борда на кораба като лейтенант. При северното крайбрежие на Ява, вечерта на 27-ми, крайцерите са изненадани от японските тежки крайцери „Начи“ и „Хагуро“. Само няколко минути след като холандският крайцер „Ява“ е торпилиран и потопен, „Де Ройтер“ е поразен от едно торпедо тип 93, изстреляно от „Хагуро“ около 23:40 и се подпалва; торпедото, също така, вади от строя електрическите системи на кораба и оставя екипажът в неспособност да се бори с огъня и наподняването. „Де Ройтер“ потъва около 02:30 на следващата сутрин, погубвайки 367 души, включая адмирал Дорман.

## Съдбата на останките
Останките на кораба се локализирани в Яванско море на дълбочина от 70 m и на отдалеченост около 100 km от крайбрежието на Индонезия.
През ноември 2016 г. е констатиран факта за изчезването на останките на съда. Наблюдатели свързват изчезването им с ръста на цените на скрапта в Югоизточна Азия. От дъното на морето на мястото на боя в Яванско море изчезват също и корпусите на два други холандски съда (HNLMS Java и HNLMS Kortenaer) и три британски (HMS Exeter, HMS Encounter и HMS Electra); изчезва също и корпусът на американска подводница.

## Коментари
1. ↑  Всички данни са към 1940 г.
2. ↑  Префиксът „HNLMS“ е от на английски: His/Her Netherlands Majesty's Ship (Кораб на Негово/Нейно Величество), който е международен. ВМС на Нидерландия използват за своите кораби префиксите „Zr.Ms.“ (на нидерландски: Zijner Majesteits или His Majesty's), когато управлява крал, и „Hr.Ms.“ (на нидерландски: Harer Majesteits или Her Majesty's), когато управлява кралица. Смяната на префикса става автоматично при короноването на нов владетел.